# Sapromyza hyalinata
Sapromyza hyalinata är en tvåvingeart som först beskrevs av Johann Wilhelm Meigen 1826.  Sapromyza hyalinata ingår i släktet Sapromyza och familjen lövflugor. Arten är reproducerande i Sverige. Inga underarter finns listade i Catalogue of Life.